# Leonídio França
Leonídio França (Santos, 29 de novembro de 1924 - Santos, 31 de dezembro de 2017) foi um futebolista brasileiro que atuava como goleiro.
Leonídio, que se destacava pela facilidade em defender pênaltis, recebeu o apelido de “Fortaleza Voadora" quando atuava.

## Carreira

### Atleta
Leonídio atuava no futebol de várzea pelo clube Praticagem, de Santos, quando chegou ao Santos FC aos 16 anos. Seu primeiro contrato foi de três mil cruzeiros.
A estreia na equipe principal aconteceu no dia 10 de novembro de 1946, na vitória sobre o Jabaquara por 3x0, no Estádio Ulrico Mursa, em partida válida pelo Campeonato Paulista.
Formado em Contabilidade, se dividia entre os gramados e a tesouraria de uma grande empresa distribuidora de café.
Em 1948, foi vice-campeão paulista pelo Peixe.
Leonídio precisou encerrar a carreira precocemente após romper os ligamentos do ombro esquerdo, quando Valter Marciano, do Ypiranga, acertou lhe um chute. Naquela época, uma cirurgia para reconstrução de ligamentos era algo muito complexo e que poderia deixá-lo com sequelas graves. A última vez em que defendeu a meta santista foi seis jogos depois de se lesionar gravemente, no dia 10 de dezembro de 1952, na vitória diante do mesmo Ypiranga pelo placar de 5 a 1, na Vila Belmiro, em partida válida pelo Campeonato Paulista.  Jogou no Peixe de 1946 a 1952, participando de 64 partidas.

### Fora dos campos
Leonídio atuou como o diretor de futebol do Santos e foi um dos grandes responsáveis pelo surgimento dos ídolos santistas Pita, Juary, Nilton Batata, que mais tarde seriam denominados como “Meninos da Vila”, de 1978.

### Homenagem
Leonídio foi homenageado pelo Santos, que colocou seu nome em um dos camarotes térreos (o de número 21) do estádio Urbano Caldeira.

## Morte
Leonídio sofria de Mal de Alzheimer e morreu em 31 de dezembro de 2017, aos 93 anos, na cidade de Santos.